# Enispa issikii
Enispa issikii là một loài bướm đêm trong họ Noctuidae.